# Jargon File
Jargon File, známý též jako The New Hacker's Dictionary, je online slovník počítačového slangu. Jeho správcem je Eric S. Raymond. S nápadem přišel Raphael Finkel na Stanfordově univerzitě v roce 1975. Slovník je v angličtině a obsahuje více než 2 300 slovních definic[zdroj?]. Všechny jsou pod volnou licencí[zdroj⁠?!], takže obsah slovníku je volně používatelný. 